# Gossenbühl (Fichtelgebirge)
Der Gossenbühl ist eine mäßig bewaldete Anhöhe nördlich von Münchenreuth in der Oberpfalz. Der Gipfel liegt auf 616 m ü. NHN inmitten des Kohlwalds im südöstlichen Fichtelgebirge.

## Geschichte
An der Westseite verlief in früheren Jahren eine wichtige Straße nach Eger (Cheb).

## Bauwerke
Früher standen dort Kohlenmeiler für die Eisenverhüttung in Arzberg (Oberfranken).

## Karten
- Fritsch Wanderkarte 1:50.000, Blatt 52, Naturpark Fichtelgebirge – Steinwald